# Église Sainte-Madeleine de Reyrevignes
L'église Sainte-Madeleine de Reyrevignes est une église située sur le territoire de la commune de Lachapelle-Auzac, dans l'ancienne commune de Reyrevignes.

## Localisation
L'église se situe sur le territoire de la commune de Lachapelle-Auzac, dans l'ancienne commune de Reyrevignes. 

## Architecture
La nef est de style roman tandis que le transept et le chœur sont de style gothique.
D'importants travaux ont été récemment entrepris sur la toiture, les voûtes et l'électricité[Quand ?].